# Minasgeraisite-(Y)
La minasgeraisite-(Y) è un minerale appartenente al supergruppo della gadolinite.

## Origine e giacitura
Luogo situato a Junín, in Perù, vicino alla collina di Pasco. 
minasragrite.
1. f. Miner. Minerale di formula VO (SO 4 ) • 5 (H 2 O), monoclino. È blu, densità 2'03, vetroso e durezza da 1 a 2 sulla scala Mohs. Fu scoperto nel 1915.
f. Miner. Minerale di formula CaY 2 Be 2 Si 2 O 10 , monoclino. È di colore viola, densità 4'25, traslucido, fragile, non fluorescente, di luminosità vetrosa e durezza da 6 a 7 sulla scala di Mohs. Fu scoperto nel 1983.

## Forma in cui si presenta in natura
Due grappoli di cristallo viola, meno di 0,3 mm, su moscovita.
Formula
Cabe 2 Y 2 Si 2 O 10
Sistema di cristallo
monoclino
Crystal Habit
Covone di grano, Druse
Scollatura
Perfetto, Nessuno, Nessuno
Lustro
Vitreo - Opaco
Colore
viola, lilla, viola
striscia
bianco viola pallido
Classe
Monoclinico - Prismatico
Durezza
6-7